# Fritz Kamm
Fritz Kamm, eigentlich Fridolin Kamm (* 14. Januar 1897 in Netstal; † 16. Juli 1967 in Zug) war ein Schweizer Bankier und Kunstsammler.

## Leben und Werk
Kamm war der Sohn von Johann Melchior Kamm (1860–1944), eines Gastwirts und Metzgers, und von Katharina Kamm, geborene Menzi (1860–1936). Nach einer Banklehre in der Schweiz gelangte er 1917 nach Wien, wo er zehn Jahre als Börsen- und Devisenhändler arbeitete. Danach arbeitete er fünf Jahre lang in Berlin und kehrte 1932 in die Schweiz zurück. Dort gründete er mit Richard Kronstein die Arbitrium Handels-Aktiengesellschaft, eine Firma für Wertpapierhandel. 
Er war in erster Ehe mit Amy Löwinger (1901–1925), die aus Wien stammte, verheiratet. 1932 ging er eine zweite Ehe ein, mit der ebenfalls in Wien gebürtigen Editha Ehrbar (1901–1980). Das Paar hatte zwei Kinder, einen Sohn und eine Tochter. Seine Frau hatte außerdem aus einer früheren Ehe einen Sohn. Gemeinsam mit seiner Frau und unter Beratung von Fritz Wotruba schuf er (besonders in den 1950er und 1960er Jahren) die Sammlung Kamm mit großen Werkgruppen der Wiener Moderne, des französischen Kubismus und des deutschen Expressionismus. Sie umfasst 400 Werke unter anderem von Gustav Klimt, Egon Schiele, Oskar Kokoschka, Herbert Boeckl, Richard Gerstl, Josef Hoffmann, Otto Wagner, Henri de Toulouse-Lautrec, Fernand Léger, August Macke, Franz Marc und Fritz Wotruba. Die Sammlung beinhaltet auch Arbeiten der Wiener Werkstätte.
Von 1953 bis 1965 war er Inhaber der Galerie Würthle in Wien.